# Trachyandra divaricata
Trachyandra divaricata är en grästrädsväxtart som först beskrevs av Nikolaus Joseph von Jacquin, och fick sitt nu gällande namn av Carl Sigismund Kunth. Trachyandra divaricata ingår i släktet Trachyandra och familjen grästrädsväxter. Inga underarter finns listade i Catalogue of Life.